# L'Émission de télévision
 (juillet 2024).
- Si vous ne connaissez pas le sujet, laissez ce bandeau (vous pouvez alors contacter les auteurs).
- Si vous supprimez le contenu mis en cause (vous pouvez préalablement contacter les auteurs),

argumentez précisément cette suppression dans la page de discussion
(un manque de référence n'est pas un argument ; une recherche réelle de référence doit avoir été effectuée, être formellement documentée).
L’Émission de télévision est une pièce de théâtre écrite en 1988 par Michel Vinaver, représentée pour la première fois à Paris sur le Théâtre de l’Odéon, le 19 janvier 19901. La première édition a été publiée par Actes Sud-Papiers à Arles en 1989.

## Personnages
L'âge de tous les personnages est indiquée avec précision. On constate la présence de deux génération: le drame du chômage est lié à celui de l'âge. Schématiquement, les « vieux » sont en position de faiblesse, les « jeunes » en position de force.
- Pierre Delile, cinquante-trois ans.
- Rose Delile, sa femme, cinquante ans.
- Paul Delile, leur fils, vingt-quatre ans.
- Nicolas Blache, cinquante-deux ans.
- Caroline Blache, sa femme, quarante-six ans.
- Hubert Phélypeaux, juge d’instruction, vingt-huit ans.
- Estelle Belot, greffière vingt-cinq ans.
- Béatrice Lefeuvre, journaliste à la télévision, trente-cinq ans.
- Adèle Grandjouan, journaliste à la télévision, trente ans.
- Jacky Niel, journaliste Pigiste, vingt-deux ans[2].

## Résumé
Pierre Delile et Nicolas Blache, cinquantenaires licenciés de leur travail pour motif économique, sont contactés par deux jeunes journalistes, rivales, afin d'être les nouvelles vedettes de l'émission de Vincent Bonnemalle « Le Monde et moi ». Les processus de recrutement font peu à peu émerger des tensions entre les deux personnages, dont la seule issue pour survivre dans un monde de compétitivité semble d'être choisi pour participer au programme télévisé. Dans cette pièce, il n'est pas plus joyeux d'être un chômeur, qu'un cocu ou que la pauvre victime d'un meurtre prémédité.
Il y a deux thèmes majeurs dans la pièce: l'émission de télévision et le procès pour le meurtre de M. Blache.
| Scène             | |
| ----------------- | --- |
| 1                 | Mademoiselle Belot, une greffière de vingt-cinq ans s'entretient avec le juge d'instruction M. Phélypeaux. Elle lui raconte le rêve morbide qu'elle a fait la veille. Phélypeaux demande à traiter « le dossier Blache ». |
| 2                 | Dans leur cuisine, Pierre Delile, récemment embauché comme conseiller clientèle chez Bricomarket, et sa femme Rose reçoivent Adèle Grandjouan et Béatrice Lefeuvre; deux journalistes engagées pour recruter la prochaine tête d'affiche d'une émission de télévision qui traitera de « l'itinéraire tragique » des cinquantenaires en situation de chômage. Vincent Bonnemalle, directeur de production, souhaite qu'on lui présente au moins deux candidats. Après avoir monopolisé la parole pour répondre au questionnaire des deux jeunes journalistes, Rose évoque le licenciement de M. Blache, ancien collaborateur et meilleur ami de Delile. Elle insiste sur la période difficile qu'elle et son époux ont enduré, contrairement aux Blache. Delile, renfermé, veut éviter le sujet, et propose aux invitées d'orienter leur choix de candidat vers Blache. Rose refuse sous prétexte que son époux ne s'en « remettrait pas ». |
| 3                 | Cabinet du juge d'instruction, déposition de M. Delile pour le meurtre de Nicolas Blache. Delile raconte à Phélypeaux comment lui et Blache se sont rencontrés. Ce dernier avait été embauché comme ingénieur dans une papeterie à Orléans. Très rapidement, ils sont devenus amis jusqu'au jour où une dispute les éloigna. |
| 4                 | Même schéma qu'à la deuxième scène: dans leur séjour, Nicolas Blache et sa femme reçoivent Adèle et Béatrice. Le couple relate l'humiliation sociale du chômage et les répercussions quotidienne de cette condition. Depuis peu, Blache occupe le poste directeur général adjoint d'une petite « boîte » en passe de se développer. Nicolas tente de convaincre sa femme de participer à l'émission. |
| 5                 | Jacky, journaliste débutante, tente de récolter des informations sur le décès de M. Blache. Elle a rendez-vous avec Paul qui ne lui est pas d'un grand service car il n'a qu'une chose en tête : passer du bon temps avec elle. |
| 6                 | Delile rentre de son premier jour à Bricomarket, blessé au doigt par un bête incident de travail. Désillusionné par ce « job bidon », il communique à Rose son manque de reconnaissance. Paul, leur fils, rentre du poste de police, le visage ensanglanté. Delile est persuadé que ce sera Blache qui sera retenu pour l'émission. Rose invite son mari à rappeler les deux journalistes. |
| 7                 | Cabinet du juge, déposition de Mme Blache comme témoin pour le meurtre de son époux, intervenu dans la nuit du cinq au six juin, soit une semaine après avoir été choisi comme candidat pour le reality show de Bonnemalle. Mlle Belot et Phélypeaux ne sont pas dupes: Mme Blache feint sa tristesse. |
| 8                 | Dans une chambre d'hôtel, Béatrice est allongée sur le lit, entre Adèle. On apprend que c'est Béatrice qui a recruté Adèle au sein de l'équipe et qui l'a initiée au métier. Béatrice lui en veut profondément car elle est allée faire son rapport à Vincent et le convaincre de choisir Blache pour l'émission « Le Monde et moi". La raison ? Il a l'image « d'un gagneur » dont le potentiel surpasse celui de Delile. |
| 9                 | Au matin, Jacky est allongée sur le lit de Paul. On apprend qu'il a été trois fois en détention. Jacky, qui n'a peur de rien, ne recule pas devant le profil de Paul et continue de lui poser des questions. Elle ne voit pas en lui le meurtrier de Blache, mais sait qu'il est son fils biologique. |
| 10                | M. et Mme Blache fantasme sur l'émission de télévision, ils s'imaginent raconter leurs désirs de suicide lorsque Blache était alors au plus bas, professionnellement parlant. Ils écoutent l'enregistrement sur le magnétophone et rectifient le récit. Blache se présente comme un « naufragé » dont la seule tâche a été de survivre, isolé de tous. A la fin de la scène, Bonnemalle au téléphone: il leur donne rendez-vous à Paris le lendemain pour un essai. |
| 11                | Suite du témoignage de M. Delile pour l'assassinat de M. Blache. A la fin de la scène, le juge Phélypeaux dicte ladite déposition; on apprend davantage sur la relation des deux protagonistes. Un dimanche matin, Delile aperçoit son ami assis à côté de sa femme et perçoit une violente jalousie, les croyant amants. Pendant sept ans, ils ne se parleront plus avant de progressivement reprendre contact. Après son licenciement par la société Grange dans laquelle il a travaillé durant presque trente ans, lui et Blache ont définitivement coupé tous liens, et ne se sont jamais revus. |
| 12                | Jacky discute avec Paul des antécédents personnels et professionnels de Blache et de Delile. |
| 13                | Répétition de l'émission dans la cuisine des Delile, en présence de Béatrice qui monopolise le discours. Elle souhaite insister sur le « handicap de quatre ans d'inaction » qu'a surmonté Pierre. Elle donne confiance au couple en leur disant qu'elle les préfère aux Blache pour la sélection finale. |
| 14                | Phélypeaux et Mademoiselle Belot délibèrent, ressassent et rassemblent les preuves. Entre Jacky, qui demande à avoir une exclusivité de vingt-quatre heures pour toute information sur l'affaire Blache. Convaincue que Pierre Delile est le meurtrier, elle informe le juge du la réelle parenté de Paul. |
| 15                | Adèle et Béatrice dans leur chambre d'hôtel, deux nouvelles tombent : Blache a été sélectionné par Bonnemalle pour paraître dans l'émission, Blache est mort. |
| 16                | M. Delile s'entretient dans la cuisine avec sa femme. Il lui annonce que ses patrons ont engagé une nouvelle recrue d'à peine vingt-cinq ans à Bricomarket et se sent, encore une fois, désavantagé par sa situation et son vieil âge. Mme Delile informe Pierre du décès de Nicolas. Béatrice au téléphone, elle insiste pour que Delile intègre l'émission à la place de son défunt collègue. |
| 17                | Mlle Belot continue de raconter ses étranges rêves à Phélypeaux. Entre Delile, qui doit comparaître à nouveau. Ce dernier ne comprend pas les raisons de l'acharnement dont il est victime. En outre, il conteste le fait que Blache serait le père biologique de son fils Paul. |
| 18                | Paul présente à Jacky la fresque qu'il a peinte. D'une part, on y voit des géants au fond d'un puits, pris dans l'obscurité. De l'autre, la figure d'un « empereur du règne de douleur ». Paul, dont les sentiments se précisent, imagine un avenir avec Jacky. |
| 19                | Le juge et la greffière présentent comme réels des faits imaginés : ils voient en Delile le seul coupable de l'assassinat. Adèle et Béatrice souhaitent s'entretenir avec le juge. |
| 20 (scène finale) | Simultanément, cuisine des Delile et cabinet du juge d'instruction. Les dialogues entre les deux espaces se chevauchent. Monsieur et Madame Delile arrangent le mobilier et se préparent au tournage qui aura lieu le lendemain. En même temps, Adèle et Béatrice, dont le plus grand intérêt est de maintenir « dame Télévision », demandent au juge de suspendre l'affaire Blache durant cinq jours le temps que l'émission paraisse au programme. Il refuse, Béatrice crie au scandale. Entre Paul, un revolver à la main, qui avoue avoir tué Nicolas Blache. A la fin de la scène, débute l'émission, Pierre annonçant à sa femme qu'il a enfin retrouvé du travail, après avoir passé quatre ans au chômage. |

## Extraits
Les extraits choisis exemplifient la pièce de Vinaver sous les points de vue formel et thématique.
1. Formel: Le style d'écriture, coulant et sans ponctuation ni tirets pour identifier les personnages;
2. Thématique: les deux thèmes principaux de l'action: la préparation à l'émission de télévision et le procès.

### Scène 12
« BÉATRICE
Tout sera bien ramassé
La première séquence sera ici vous deux sans votre cuisine
Vos gestes habituels
Monsieur Delile mais je peux vous appeler Pierre?
Moi c’est Béatrice Pierre vous tenez la bouteille de champagne
Gros plan sur vos mains tirant sur le bouchon et paf vous versez vous dites
Bon aujourd'hui c’est un jour de fête pour moi
Rose vous dites
Formidable
Pierre vous attendez un instant et puis vous dites
J’ai enfin retrouvé un emploi ça fait quatre ans que j’attends ça je suis bien content d’arroser ça parce que ça le mérite
Vous pouvez ajouter
Alors finie la tristesse maintenant c’est la fête »

### Scène 20
« PAUL
Pourquoi j’aurais pas tué Blanche?
Blanche mon père qui voulait prendre la place de mon père dans cette émission de télévision que mon père
Il avait tellement envie de faire pas autre chose à faire que débarrasser mon père de mon père »

## Analyse: Panoramique scènes-didascalies
Les tableaux ci-dessous font référence aux didascalies introduisant les différents actes dans la pièce. Pour chaque acte, les didascalies précisent les personnages, les espaces et les moments de la journée. Le troisième tableau se construit sur la base des deux tableaux précédents et des déclarations temporelles faites à différents moment dans la pièce par les personnages: la chronologie des évènements est ainsi rétablie.
Le total calculé dans les deux tableaux a une visée purement descriptive.
|                       |                  | I | II | III | IV | V | VI | VII | VIII | IX | X | XI | XII | XIII | XIV | XV | XVI | XVII | XVIII | XIX | XX | TOTAL |
| --------------------- | ---------------- | - | -- | --- | -- | - | -- | --- | ---- | -- | - | -- | --- | ---- | --- | -- | --- | ---- | ----- | --- | -- | ----- |
| Le Juge, la Greffière | CABINET          | X |    | X   |    |   |    | X   |      |    |   | X  |     |      | X   |    |     | X    |       | X   | X  | 7+1   |
| M. et Mme Delile      | CUISINE PAVILLON |   | X  |     |    |   | X  |     |      |    |   |    |     | X    |     |    | X   |      |       |     | X  | 4+1   |
| M. et Mme Blache      | SÉJOUR PAVILLON  |   |    |     | X  |   |    |     |      |    | X |    |     |      |     |    |     |      |       |     |    | 2     |
| Jacky et Paul         | BAR              |   |    |     |    | X |    |     |      |    |   |    |     |      |     |    |     |      | X     |     |    | 2     |
|                       | CHAMBRE          |   |    |     |    |   |    |     |      | X  |   |    | X   |      |     |    |     |      |       |     |    | 2     |
| Béatrice et Adèle     | HOTEL            |   |    |     |    |   |    |     | X    |    |   |    |     |      |     | X  |     |      |       |     |    | 2     |

| Didascalies           | I | II | III | IV | V | VI | VII | VIII | IX | X | XI | XII | XIII | XIV | XV | XVI | XVII | XVIII | XIX | XX | TOTAL |
| --------------------- | - | -- | --- | -- | - | -- | --- | ---- | -- | - | -- | --- | ---- | --- | -- | --- | ---- | ----- | --- | -- | ----- |
| Petites heures/ Matin | X |    |     |    |   |    |     |      | X  |   |    | X   |      |     | X  |     | X    |       |     |    | 5     |
| Jour                  |   |    | X   |    |   |    | X   |      |    |   | X  |     |      |     |    |     |      | X     |     |    | 4     |
| après-midi            |   |    |     |    |   |    |     |      |    |   |    |     |      |     |    |     |      |       | X   |    | 1     |
| Fin d'après-midi      |   |    |     |    |   | X  |     |      |    |   |    |     |      | X   |    | X   |      |       |     | X  | 5     |
| Soir                  |   | X  |     | X  |   |    |     | X    |    | X |    |     | X    |     |    |     |      |       |     |    | 5     |
| Nuit                  |   |    |     |    | X |    |     |      |    |   |    |     |      |     |    |     |      |       |     |    | 1     |

| Interviews pour l'Émission de télévision | -5J | -4J | -3J | -3J  | -2J | -1J  | Décès M.Blanche | +1J | +1J | +1J +2J | +2J | +2J +3J | +3J | +4J | +4J | +5J  | +5J   | +5J | +5J | Procès et Réalisation de l'émission |
| ---------------------------------------- | --- | --- | --- | ---- | --- | ---- | --------------- | --- | --- | ------- | --- | ------- | --- | --- | --- | ---- | ----- | --- | --- | ----------------------------------- |
|                                          | II  | IV  | VI  | VIII | X   | XIII | XV, XVI         | I   | III | V       | VII | IX      | XII | XI  | XIV | XVII | XVIII | XIX | XX  |                                     |

Il est possible de reconstruire la chronologie des événements ainsi que le temps durant lequel l'histoire se déroule, à savoir, onze jours: cinq jours précédents le meurtre, le jour du meurtre et les cinq jours suivants.

## Création et Genèse: pièce-paysage ou pièce-machine?
« Le titre même de l'Émission de télévision est parlant : ce ne sont pas des êtres qui tuent, c'est le processus d'utilisation des êtres à des fins dérisoires: transformés, triturés, mastiqués, nourriture pour l'ogre télévisuel. Les plus faibles craquent. Il est claire qu'ici ce qui est facteur de mort ce n'est pas tels ou tels, de là le peu d'importance de l'identité du meurtrier, c'est le fonctionnement même de la machine. » Anne Ubersfeld dans son œuvre Vinaver dramaturge montre comme la pièce de Vinaver s'insère dans la tentative vinavérienne de mettre en cause le système sans jamais l'attaquer directement. La volonté d'exhibition de la « machine » par le choix d'une trame policière dans une poétique dramaturgique qui se veut « paysage » – magmatique et discontinue, sans une idée ou image préconçue – réponds à cette nécessité de montrer les « enchaînements des réalités (socio-économique)» comme responsables de « l'horreur grotesque ». La diabolique des hommes n'est pas conséquence d'une mauvaise volonté, mais du Système. Dans l'Émission de télévision deux systèmes sont exposés et dénoncés: le système télévisée et le système judiciaire.

## Genre et style

### Le comique
« Vinaver, qui met volontiers en évidence l'aspect « bouffon » de son théâtre, a sous-titré l'Émission de télévision « comédie ». En effet, le spectacle ne sera grinçant et critique, comme il devrait être, que s'il fait rire. Il surprendra ceux qui, victimes des idées reçues, s'attendent à ce que le théâtre de Vinaver ne leur offre que le miroir du quotidien, ou au contraire une parole désincarnée »
Avec L'Émission de télévision, Michel Vinaver signe une « comédie ». Par ce sous-titre donné à la pièce dans l'édition Papiers-Sud de 1989, Vinaver veut revenir aux formes les plus traditionnelles du genre comique. Plus que dans d'autres œuvres, la présence d’une histoire racontée et la coïncidence entre les personnages et leurs fonctions (le journaliste de télévision, le juge d'instruction) réhabilitent deux des éléments les plus caractéristiques de la comédie classique. Chez Vinaver, le retour aux formes plus anciennes va toujours de pairs avec l’intérêt pour une écriture dramatique visant à la fois la recherche de l’immédiateté du rapport entre spectateur et l’œuvre, ainsi que l’exploration de l’inconnu par l’écriture. C'est alors que les catégories de la comédie traditionnelle, telle la notion de « comique », seront réemployées dans le théâtre de Vinaver, mais toujours nécessairement redéfinies au sein même de son écriture dramatique. « Point de moquerie. La satire, c'est la vision qui surplombe, et le théâtre que je cherche à faire est à l'opposé du satirique. A l'égard des personnages ne s'exerce aucune ironie. Pourtant l'ironie est constitutive de ce théâtre comme le sang l'est de notre corps. Enlevez l'ironie, il n'y a plus rien. Alors où est-elle? Dans la succession ininterrompue d'accidents infimes qui constituent le texte. Que sont ces accidents ? Les trous, les pannes dans le dialogue, les courts-circuits, les surgissements incongrus de rythmes et de rimes, les sautes de niveau de signification d'une réplique à l'autre, les dérapages et les syncopes pour aller d'une situation à une autre, les catastrophes à peine perceptibles dans les relations entre les personnages, les enchaînements manqués, les tamponnements de phrases qui ratent leur rencontre. Tout le tissu de décalages entre ce qu'on attend et ce qui se produit. » En effet, contrairement à un comique très rassurant parce qu’intégrant le rire, dans l’écriture de Michel Vinaver le comique « nait d'une décompensation entre ce qui est possible et ce qui se produit au niveau du mot ou de l'événement ». Son résultat n'est pas un rire, mais plutôt un état intermédiaire du spectateur entre un soulagement produit par le rire et une sorte d'angoisse, de gravité, donné par une situation à la fois drôle et cruelle. Dans les pièces de Michel Vinaver, il n’existe pas d’éclat de rire massif qui caractérise la farce, pourtant tous les éléments de la farce y sont présents.
Le comique de Vinaver diffère de celui de Molière car le ridicule est déplacé: ce n’est pas le personnage qui est ridicule, mais plutôt le processus inévitable conduisant le personnage à perdre ce qui constitue sa substance pour devenir objet de spectacle. À ce processus, le personnage s’abandonne non pas par lâcheté, mais parce qu'il est impossible pour lui d’y résister.

### Le rôle de la parole
« L’Émission de télévision dénonce la parole sophistique qui manipule la réalité » Dans son étude sur la poétique du drame moderne et contemporain, Gilles Declercq observe un progressif déplacement et altération de la rhétorique « intra-scénique » – qui fondait la vraisemblance de la parole théâtrale – vers une rhétorique « extra-scénique » qui implique un rapport herméneutique du public à la parole théâtrale. Ce nouveau paradigme impliquant un double point de vue – analytique pour le spectateur et critique pour le dramaturge – « permet de dénoncer la force sophistique de la persuasion sociale de même qu’en jouant des schèmes argumentatifs de la contradiction, (il) met en doute dans la plus pure tradition dialectique les formes apodictiques de la parole ».Ainsi, par la manipulation intra-scénique de la parole de vérité au profit du spectacle télévisée, l’Émission de télévision met en scène la construction de l’illusion et la nécessaire manipulation des personnes pour son bon fonctionnement. C’est alors qu'il est possible d'affirmer que l’actualité de l’Émission de Télévision ne réside pas uniquement dans le thème social, à savoir le chômage, mais surtout sans la dénonciation de l’imposture: « la connaissance de la rhétorique s’impose ici précisément parce qu’il faut s’en défendre ». « L’écriture des dialogues ajoute à l’ostentation de la rhétorique délibérative – présumée par l’hypothèse du crime prémédité – la monstration de la rhétorique judiciaire. » Cette attention à la parole s’explique aussi par le rôle que Vinaver donne à la parole théâtrale. Le mot tout court est pour Vinaver un objet théâtral en soi: l’énergie d’une fonction est inscrite dans le mot en tant que tel. « Il s’agit de créer un théâtre dans lequel la parole est active. » « J'emploie la forme théâtrale, parce que pour moi, écrire, c'est partir du délié et arriver peu à peu à lier. L'écriture romanesque est liée au départ, elle piège, alors qu'avec une assemblage de répliques théâtrales on est dans le discontinu, le tout venant. Je ne pense, en écrivant, ni aux opportunités ni aux contraintes de représentation. je ne me « représente » pas mes pièces, qui n'existent pour moi, pendant l'écriture, qu'en tant que texte. » Vinaver, pour qui le texte est primordial, plaide pour un « théâtre de l'écoute »: c'est dans cet esprit notamment que la mise en scène joue à faire entendre un certain nombre de répliques « en voix off »

## Thèmes

### Le théâtre à l'ère des médias de masse

#### La représentation du système télévisuel en France
En 1991, Martine Antle consacre un article aux problèmes que subit le théâtre en France dans son autonomie financière et son attractivité auprès des publics depuis la montée de la télévision. Elle mentionne notamment le désintérêt croissant des spectateurs quant aux problématiques contemporaines: s'ils se déplacent, et s'ils paient un billet d'entrée, c'est très souvent pour (re) voir un classique et retrouver des valeurs, un comédien ou un metteur en scène célèbres. Dans son article « Michel Vinaver and the Theatre of the Here and Now »: L'Emission de télévision», Kevin Elstob soulève le paradoxe et décrit la manière dont Vinaver traite le théâtre comme support idéal de l'actualité. En proclamant que chaque pièce doit être en correspondance avec l'actualité du moment, Vinaver challenge le point de vue d'Antoine Vitez, ancien metteur en scène et administrateur de la Comédie-française, selon lequel le théâtre ne doit pas s'intéresser à « l'ici" ni au « maintenant », mais à « l'ailleurs autrefois». Dans cette perspective, L'Émission de télévision confronte le problème de la représentation du théâtre en France et souligne les manipulations inhérentes à la prolifération de programmes télévisés tous plus superficiels les uns que les autres. Le producteur du Le Monde et moi, projette de réaliser un spectacle sur les effets à long terme du chômage chez les personnes de plus de cinquante ans. Dans la pièce, il ne cache pas son désir d'amortir un maximum la sensibilité des téléspectateurs. Du contrôle à la manipulation, la pièce de Vinaver affiche une conscience aiguisée des difficultés pratiques et créatives que le théâtre d'aujourd'hui doit surmonter. « Vinaver thus steers clear of manichean pontification on what should be done with the socio-economic machine. In Moliéresque fashion, Vinaver paints his characters « d'après nature », and makes us recognize the characteristics of our times. He enmeshes the fibre of daily life, creating a critical picture of the socio-economics of France by uncovering familiar serious issues - over 2.5 million unemployed in France - in an unfamiliar comic light. At the same time, the self-reflexive nature of the play raises questions about how representations of daily life are created by an elite in order to dispel malaise among the general public. »

#### Télévision et mise en scène du réel
« Il n'y a plus en cette fin du XXe siècle d'espace privé et d'espace public : ce que montre tragiquement la dernière pièce, L'Émission de télévision. Non seulement, il n'y a plus de refuge, de réduit où l'individu se referait seul maître de soi (...) Mais surtout, chose nouvelle, l'inverse apparaît, I'individuel à son tour ré-envahit le social, la révolte énergique des individus se met à déranger le fonctionnement nécessaire de l'économique, les choses se retournent et l'inéluctable devient fragile. » De manière générale, l'Émission de télévision ne représente pas seulement le monde mais a une propension à agir sur le réel et, parfois même, une prétention à changer des vies. Vinaver utilise le format du programme télévisé pour examiner les relations humaines, la politique et la nature de la vérité à l'ère des médias de masse. L'Emission de télévision explore les coulisses du monde médiatique, mettant en lumière les tensions, les jeux de pouvoir, les manipulations et les compromis qui se produisent dans le processus de création et de diffusion de l'émission. Pierre Delile et Nicolas Blache sont notamment recrutés afin de prouver au public qu'ils ont réussi, qu'ils font partie des rares à s'être remis sur pied dans le monde du travail après une période d'inactivité. Or, même dans le cas d'une émission traitant du succès, ce sont toujours les difficultés que traverse l'individu qu'il s'agit de mettre en avant. Dans le cas de L'Émission de télévision, le programme de Vincent Bonnemalle dévoile progressivement toute l'intimité des personnages, au point d'en faire une tragédie. La télévision parle d'elle-même (en faisant connaître les rouages de sa production), mais elle s'immisce également dans les vies de Nicolas Blache et Pierre Delile, et de tous ceux qui participent directement ou indirectement à l'émission.

### Le procès
L'Émission de télévision reprends certains éléments de Portrait d'une femme, notamment du point de vue de l’écriture. Les pièces remplissent en effet un double contrat: elles effacent la montée vers le drame au profit du jugement, puisque le crime a déjà eu lieu et que le procès se déroule sous les yeux du spectateur. Cependant, les moments du jugement sont entrecoupés de scènes antérieures au crime. Tout en interposant des dialogues imaginaires antérieurs au crime et des plaidoiries réelles postérieures au crime, Vinaver crée un écart: le spectateur ne reçoit pas une construction symbolique et juridique définitive; il est amené lui-même à faire l’apprentissage de la mise en forme et de la mise en sens, c’est-à-dire à faire l’apprentissage du jugement. « La fragmentation de la pièce en un puzzle, la distribution de rôles multiples, la multiplication des fulgurances et des connexions, l’esthétique de la surprise et du dérapage empêchent toute illusion, et suscitent la perplexité favorable au jugement entendu comme discernement, et non pas comme verdict. » Dans le théâtre de Vinaver, le procès ne vient pas juger les hommes car la dramaturgie vinaverienne surmonte toute action moralisante. Cependant cela ne signifie pas que tout se vaut. La morale traversant l'œuvre de Vinaver et en particulier cette pièce n'est pas une morale construite ou normée. Elle est plutôt de l'ordre du droit de l'homme, naturelle et évidente: elle se fonde sur le principe de la présence de l'Autre, en tant qu'être semblable à nous et être aimé. En ce sens, le mal absolu pour Vinaver ne coïncide pas avec l'imputation judiciaire, mais avec l'exclusion. Le véritable procès de l'Émission de télévision se fait au système qui mène à l'exclusion sociale de M. Delile, M. Blache, Paul et Jacky; exclusion non subie par les deux présentatrices télévisées, mais qu'elles craignent constamment. « Toute la pièce est construite pour montrer que le procès n'a pas lieu, ne peut avoir lieu. Quand tout de même il advient c'est une caricature. Le vrai procès, on ne peut ni le montrer, ni le conclure. Que dira alors? Que juger, on ne le peut valablement. Que l'anarchie de notre monde, de ses valeurs, de ses structures, des rapports qu'il soutient avec le reste de la planète ou avec le cosmos, est telle que le jugement, pour être socialement nécessaire, n'a pas, n'a plus de sens. » Outre le niveau local des agencements de répliques qui s’enchaînent, au niveau global de la composition Portrait d’une femme, tout comme l' Émission de télévision, sont à la fois des pièces-paysage et des pièces machines: sans hiérarchisation des actes et des personnages, elles juxtaposent en effet de manière apparemment contingente des éléments discontinus, tout en proposant en même temps une "mécanique généalogiste du procès », recomposant une histoire. L’unité de temps est éclatée par les retours en arrière, mais il est possible de reconstituer la chronologie des événements par "les bribes de cohérence » que Vinaver insère dans la pièce, notamment par le biais des didascalies temporelles et spatiales.

### Quotidien, grande Histoire ou Mythe?
Comme le fait remarquer Antoine Vitez, déjà dans le titre donné à la pièce le dramaturge embrouille le spectateur et les acteurs: « On va voir l'Émission de télévision – Quelle émission de télévision? – Non, la pièce de Vinaver ». Vinaver embrouille spectateur et acteurs avec la vie quotidienne, pourtant en choisissant des moments du quotidien, le dramaturge « extrait l'essence de la grande Histoire »: c'est en cela que le quotidien devient « représentation collective » et « mythe ».« On a dit que l'Émission de télévision était une pièce moliéresque; c'est vrai notamment pour deux raisons complémentaires. D'un côté pour son comique, comique de langage et comique de situation, de l'autre parce qu'elle parle de la réalité de son époque. Publiée en 1990, l'Émission de télévision est vraiment notre contemporaine: show télévisé et chômage, look et férocité de la société du rendement. Mais à la différence d'un certain théâtre froidement réaliste, ou certains rangent à tort Vinaver, la pièce n'est pas le miroir du quotidien. Plus cruellement sans doute, elle joue de représentations collectives qui traversent ce quotidien, telles que la télévision les véhicule: c'est un théâtre des mythes de notre société. » Chez Vinaver le quotidien n'est pas une corrélation de faits ou de date, mais une forme, une manière de découper le monde et d'en faire un montage. Ainsi, dans le recours à des dialogues entrelacés où les temps et les espaces se mélangent, il est possible de voir « le rêve d'une mise au présent de tous les temps », c'est-à-dire une représentation mythique.
La dimension pré-historique du mythe n’est jamais éloignée de la mise en intrigue à laquelle se livre Michel Vinaver. Dès 1946, l’exposé « La naissance de la tragédie » atteste son intérêt pour l’épopée et la tragédie antique et mythique. « L’anecdote ou la fable […] devient de moins en moins accidentelle, de plus en plus essentielle. […] L’auteur n’a plus la possibilité de choisir. Il faut qu’une fable s’impose à lui, et incarne, et ordonne les formules dont il est le messager. Il suffit de comparer encore une fois l’épopée et la tragédie antique, pour voir combien la structure est insignifiante dans l’une et importante dans l’autre. L’Epopée est le chant du désordre humain. La Tragédie est au contraire la consécration d’un ordre établi ». » La fable mythique nourrit donc le théâtre épique de Vinaver.
Dans l’histoire de la Modernité, la relation mythe-histoire se décline dans la relation travail-production. Jan Patocka dans les Essais hérétiques sur la philosophie de l’histoire oppose travail et production en articulant ce couple à l’antinomie formée par mythe et histoire. La production dans l’histoire s’oppose au travail dans le mythe. Si le travail permet de subvenir à ses besoins, de détourner le péril de la mort et de survivre comme individu au sens biologique du terme, la production, elle, projette vers l’avenir et donne une sorte d’immortalité aux hommes en tant qu’espèce. Ainsi, la production « affermit » la vie. D’autre part, le travail est anthropogène, il permet une libre réalisation de soi comme personne individuée et autonome.
Ainsi, le deuil de soi impliqué par le chômage fait partie de ce que Axel Honneth considère des perturbations du processus de l’individuation. L’individu en « demande d’emploi » ne fait plus que l’expérience de sa faiblesse et de son impuissance, il ne peut plus développer aucun rapport à soi satisfaisant, à moins de s’imaginer autre qu’il n’est.
Par exemple, la stratégie de résistance à la « dissolution de soi » passe pour Blache par une fiction valorisante et universalisante. « -Robinson sur son île ça a été le déclic dans mon désoeuvrement forcé je m’étais mis à ranger les livres par ordre alphabétique
Robinson Crusoë un de mes vieux livres d’enfance dans sa reliure rouge
Je l’ai feuilleté il faut croire que ça m’a travaillé pendant mon sommeil le lendemain matin au réveil j’ai dit à ma femme […]
Il m’a dit je suis Robinson sur son île je ne suis pas un vieux je suis un naufragé qui a réussi tu entends Caroline réussi
A gagner une île déserte
Un naufragé ça organise sa survie même si l’attente est longue une voile finira par apparaître
Entretemps il faut gérer la situation dans la pleine acceptation de toutes ses contraintes
Devant l’étendu vide demeurer actif attentif scruter l’horizon prêt à envoyer les signaux » M. Blache n’est plus un limogé mais un naufragé, il ne vit plus dans une société qui lui dénie une place mais sur une île déserte. Cette affabulation en donnant une portée universelle à son état lui permet de survivre en héros. Le mythe vient au secours de la vie. Or la voile et les signaux qui apparaîtront seront néfastes, et la pièce s’achève par une mise à mort.

### Confluences:L’Émission de télévisionet les autres pièces de Vinaver
Il y a dans l’Émission de télévision une confluence de certains traits des deux ouvrages qui l'ont précédé: Les voisins et Portrait d'une femme. Comme Les voisins, l'Émission de télévision est basée sur l'histoire de deux hommes du même âge qui présentent une sorte de gémellité, et d'ailleurs l'un des deux, sans en avoir les preuves, a probablement eu une histoire d'amour avec la femme de l'autre. Dans L'Émission de télévision se retrouve toute la dimension du rapport à la justice au cœur de Portrait d'une femme. De même, L'Émission de télévision fait écho aux Huissiers, œuvre écrite immédiatement après Les Coréens et qui explorait le fonctionnement d'une grande institution constituant le pouvoir politique. Dans L'Émission de télévision apparaît l'exploration du fonctionnement du pouvoir triangulaire à l'intérieur duquel les personnages se débattent, à savoir l'appareil de justice, l'appareil médiatique et l'appareil de l'entreprise.

## Editions et productions

### Principales productions
- Lecture publique de la pièce par Michel Vinaver, à la Comédie de Genève,le 6 mars 1989
- Création de l'Émission de télévision au Théâtre national de l'Odéon, en janvier 1990, coproduction de la Comédie-Française et du théâtre national de Strasbourg; la pièce est mise en scène par Jacques Lassalle, dans une scénographie de Yannis Kokkos.
- La pièce est reprise en octobre 191 par le Théâtre à pattes de Reims.
- Création en Suisse le 26 mai 1992 au Théâtre du Grütli, par le Métathéâtre, dans une mise en scène de Pierre Dubey t une scénographie de Michel Pfister et Valérie Jacottet; la dramaturgie est assurée par Eric Eigenmann.
- La Compagnie Ouïe-dire, 2023. Mise en scène de Véronique Mounib. Avec Agnès Bachimont, Laurent Devel, Eléonore Lepez, Christophe Guérinot, Michèle Lacaille, Joëlle Mezza, Vincent Payelle, Fouad Ziani.
- Le théâtre de l'est parisien, 2004. Mise en scène de René Loyon. Avec David Arribe (Paul Delile), Sylvie Aureille (Estelle Belot), Jehanne Carillon (Jacky Niel), François Clavier (Pierre Delile), Patrick Guérineau (Hubert Phélypeaux), Martine Laisné (Caroline Blache), Chantal Mutel (Rose Delile), Patrick Palmero (Nicolas Blache), Odile Roire (Béatrice Lefeuve), Silvia Servio (Adèle Granjouan).
- Cie La Trappe, 2003. Mise en scène de Christophe Lesage. Avec Dominique Edelin (Rose Delile), Gilbert Edelin (Pierre Delile), Cyril Girault (Paul Delile), Yves Chambert-Loir (Nicolas Blache), Anne Rougée (Caroline Blache), Pierre Lesage (Hubert Phélypeaux), Linda Till (Estelle Belot), Anne Pazdzior (Béatrice Lefeuve), Stéphanie Poisson (Adèle Grandjouan), Claire Edelin (Jacky Neil).
- Comédie française, 1990. Mise en scène de Jacques Lassalle. Avec Alain Pralon (Pierre Delile), Catherine Ferran (Rose Delile), Jean-Pierre Michaël (Paul Delile), Bérangère Dautun (Caroline Blache), Isabelle Gardien (Estelle Belot), Claire Vernet (Béatrice Lefeuve), Sylvia Bergé (Adèle Grandjouan), Véronique Vella (Jacky Neil).

### Traductions
The television program traduit en anglais par David Bradby, Hannah Bradby, 1984, Royaume-Uni.
El Programa de Television traduit en espagnol par Pilar Sánchez Navarro, 1988, Mexique.
El Programa de Television traduit en espagnol par Fernando Gómez Grande, 1994, Espagne.

## Distinctions
- Molières 1990 : nomination au Molière de l'auteur
- Festival de Bougival 2003[réf. nécessaire] :
  - Prix du jury
  - Prix de l'interprétation féminine pour Linda Till